# Carolyn Hennesy
Carolyn Hennesy (nacida el 10 de junio de 1962) es una actriz y escritora estadounidense, que actualmente protagoniza la telenovela General Hospital y en la comedia Cougar Town.

## Biografía y carrera
Hennesy nació en Los Ángeles, California, hija del ganador de un Oscar, Dale Hennesy, y sobrina de la actriz de Barbara Rush y prima de la periodista de Fox News, Claudia Cowan. Estudió en el Teatro Conservatorio Americano y en la Academia Real de las Artes Dramáticas. Es una veterana de muchas producciones teatrales.
Interpretó a la señora Valentine en el drama juvenil Dawson's Creek en la temporada del 2000-2001, y tuvo papeles secundarios en las películas Global Effect (2002), Terminator 3: La rebelión de las máquinas (2003), Legally Blonde 2: Red, White & Blonde (2003), Click (2006), The Heat Chamber (2003) y Cougar Club (2007). Hizo tres apariciones en That '70s Show y ha aparecido como estrella invitada en Drake & Josh como la señora Abernathy.
Además, apareció como Judith Haven en un episodio de What I Like About You. Desde 2009 tuvo un papel recurrente como Barb en el show de ABC, Cougar Town con Courteney Cox.
Hennesy ha escrito una serie de libros para niños basada en el personaje de Pandora. El primero, llamado Pandora Gets Jealous, fue lanzado en enero de 2008. La secuela, Pandora Gets Vain, fue lanzado en agosto de 2008. El tercer libro de la serie, Pandora Gets Lazy, fue lanzado en marzo de 2009. El cuarto libro, Pandora Gets Heart, fue lanzado en enero de 2010.
Desde 2011 interpreta a Rhoda Chesterfield un papel recuerrente antagónico en la serie de televisión Jessie
Está casada con el actor Donald Agnelli.
Hennesy recientemente apareció en un anuncio de GEICO con el personaje conocido como "Cash".
Actualmente aparece en True Blood interpretando a una vampiresa.

## Premios
- Los premios Daytime Emmy la nominaron por Mejor Actriz de Reparto, en el 2010.
- Nombrada Mejor Actriz de Reparto en TV Guide "Mejor del 2007". Recibió un premio Ovation (versión de Los Ángeles de los premios Tony) como Mejor Actriz de Reparto para la obra "The Fan Maroo" y fue nombrada Mejor Actriz Cómica en el 2000 por su trabajo hasta la fecha por Los Angeles Drama Critics Circle. Ganó el premio Canadian Spirit Award en el 2009 por su trabajo en General Hospital.